# منیتواج
مَـنیتواج (به انگلیسی: Manitouwadge) یک شهرک در استان انتاریو در کانادا است که در بخش ثاندر بی واقع شده‌است. مَـنیتواج ۲٬۱۰۵ نفر جمعیت دارد و ۳۳۲٫۲۰ متر بالاتر از سطح دریا واقع شده‌است.